# Diócesis de Fajardo-Humacao
La diócesis de Fajardo-Humacao (en latín: Dioecesis Faiardensis-Humacaensis) es una circunscripción eclesiástica de la Iglesia católica en Puerto Rico. Se trata de una diócesis latina, sufragánea de la arquidiócesis de San Juan. Desde el 16 de mayo de 2020 su obispo es Luis Miranda Rivera, de la Orden de Nuestra Señora del Monte Carmelo.

## Territorio y organización

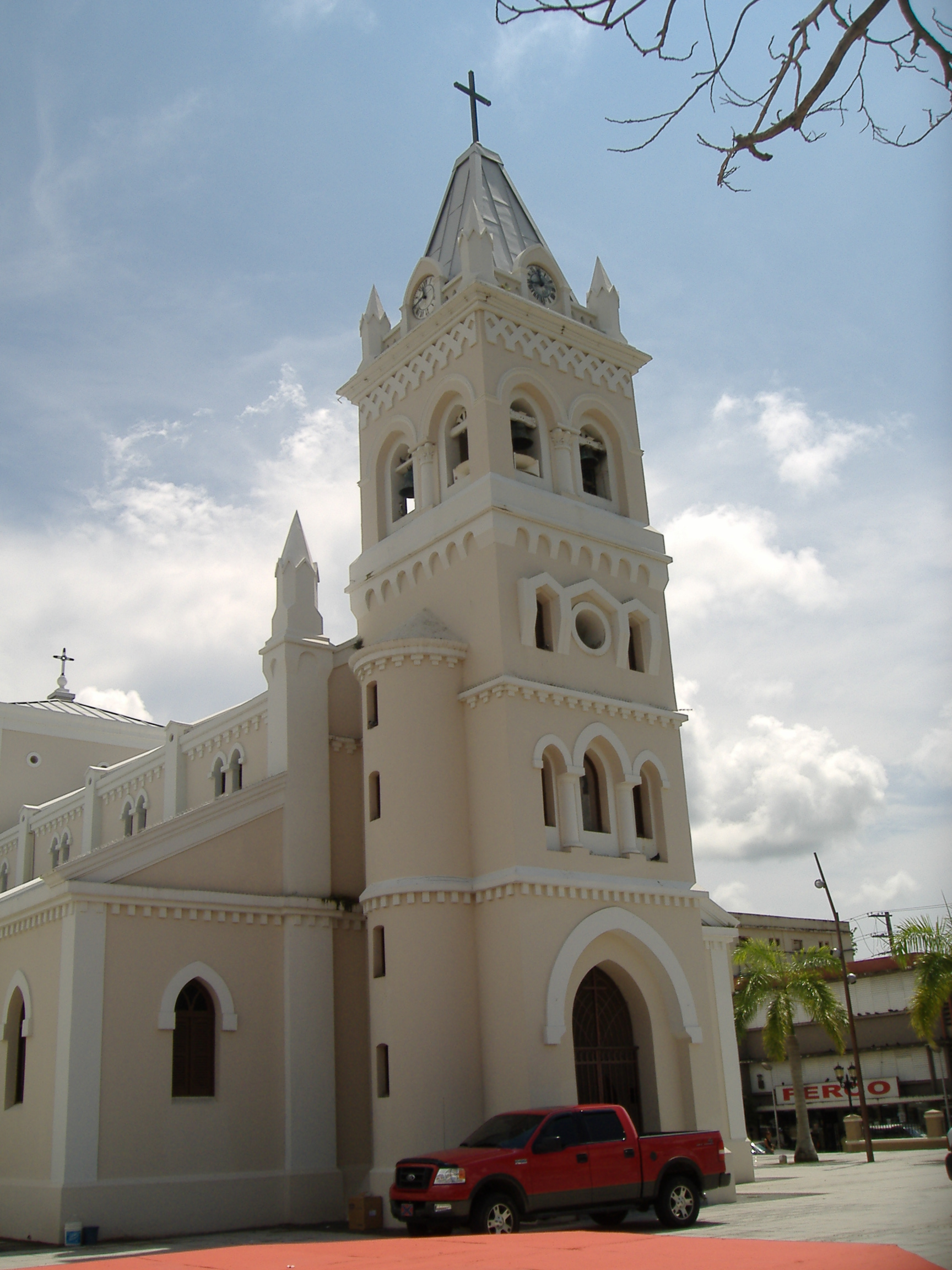
Concatedral del Dulce Nombre de Jesús, en Humacao

La diócesis tiene 574 km² y extiende su jurisdicción sobre los fieles católicos de rito latino residentes en 10 municipios: Canóvanas, Loíza, Luquillo, Rio Grande, Fajardo, Naguabo, Ceiba, Vieques, Culebra y Humacao.
La sede de la diócesis se encuentra en la ciudad de Fajardo, en donde se halla la Catedral de Santiago Apóstol. En Humacao se encuentra la Concatedral Dulce Nombre de Jesús.
En 2021 en la diócesis existían 34 parroquias.

## Historia
La diócesis fue erigida el 11 de marzo de 2008 con la bula Venerabiles Fratres del papa Benedicto XVI, obteniendo el territorio de la arquidiócesis de San Juan y de la diócesis de Caguas.
El 25 de mayo de 2010 la Congregación para el Culto Divino y la Disciplina de los Sacramentos confirmó a Santiago Apóstol como patrono principal de la diócesis y a Nuestra Señora del Monte Carmelo como patrona secundaria.

## Estadísticas
Según el Anuario Pontificio 2022 la diócesis tenía a fines de 2021 un total de 63 500 fieles bautizados.
| Año                                                                             | Población            | Población | Población      | Sacerdotes | Sacerdotes    | Sacerdotes    | Bautizados por sacerdote | Diáconos permanentes | Religiosos | Religiosos | Parroquias |
| Año                                                                             | Bautizados católicos | Total     | % de católicos | Total      | Clero secular | Clero regular | Bautizados por sacerdote | Diáconos permanentes | Varones    | Mujeres    | Parroquias |
| ------------------------------------------------------------------------------- | -------------------- | --------- | -------------- | ---------- | ------------- | ------------- | ------------------------ | -------------------- | ---------- | ---------- | ---------- |
| 2008                                                                            | 97 869               | 293 000   | 33.4           | 22         | 17            | 5             | 4448                     | 21                   | -          | -          | 21         |
| 2012                                                                            | 100 164              | 295 800   | 33.9           | 19         | 11            | 8             | 5271                     | 26                   | 8          | 25         | 21         |
| 2013                                                                            | 100 600              | 297 000   | 33.9           | 21         | 11            | 10            | 4790                     | 28                   | 10         | 27         | 21         |
| 2016                                                                            | 99 500               | 296 000   | 33.6           | 25         | 17            | 8             | 3980                     | 46                   | 8          | 25         | 22         |
| 2019                                                                            | 93 506               | 278 130   | 33.6           | 28         | 16            | 12            | 3339                     | 39                   | 16         | 25         | 22         |
| 2021                                                                            | 63 500               | 212 000   | 30.0           | 29         | 19            | 10            | 2189                     | 30                   | 20         | 10         | 22         |
| Fuente: Catholic-Hierarchy, que a su vez toma los datos del Anuario Pontificio. |                      |           |                |            |               |               |                          |                      |            |            |            |

## Episcopologio
- Eusebio Ramos Morales (11 de marzo de 2008-2 de febrero de 2017 nombrado obispo de Caguas)
  - Sede vacante (2017-2020)
- Luis Miranda Rivera, O.Carm., desde el 16 de mayo de 2020